# Hyundai Porter
Le Hyundai Porter est un pick-up produit par Hyundai Motor sous quatre générations de 1977 à présent.

## Première génération (1977-1981)
La première génération, lancée en janvier 1977 a été appelé le Hyundai HD1000 et était disponible en versions camion et minibus (3 et 12 places van, ambulance). Le camion a été appelé Porter. Le HD1000 a été abandonné en 1981.

## Deuxième génération (1986-1996)

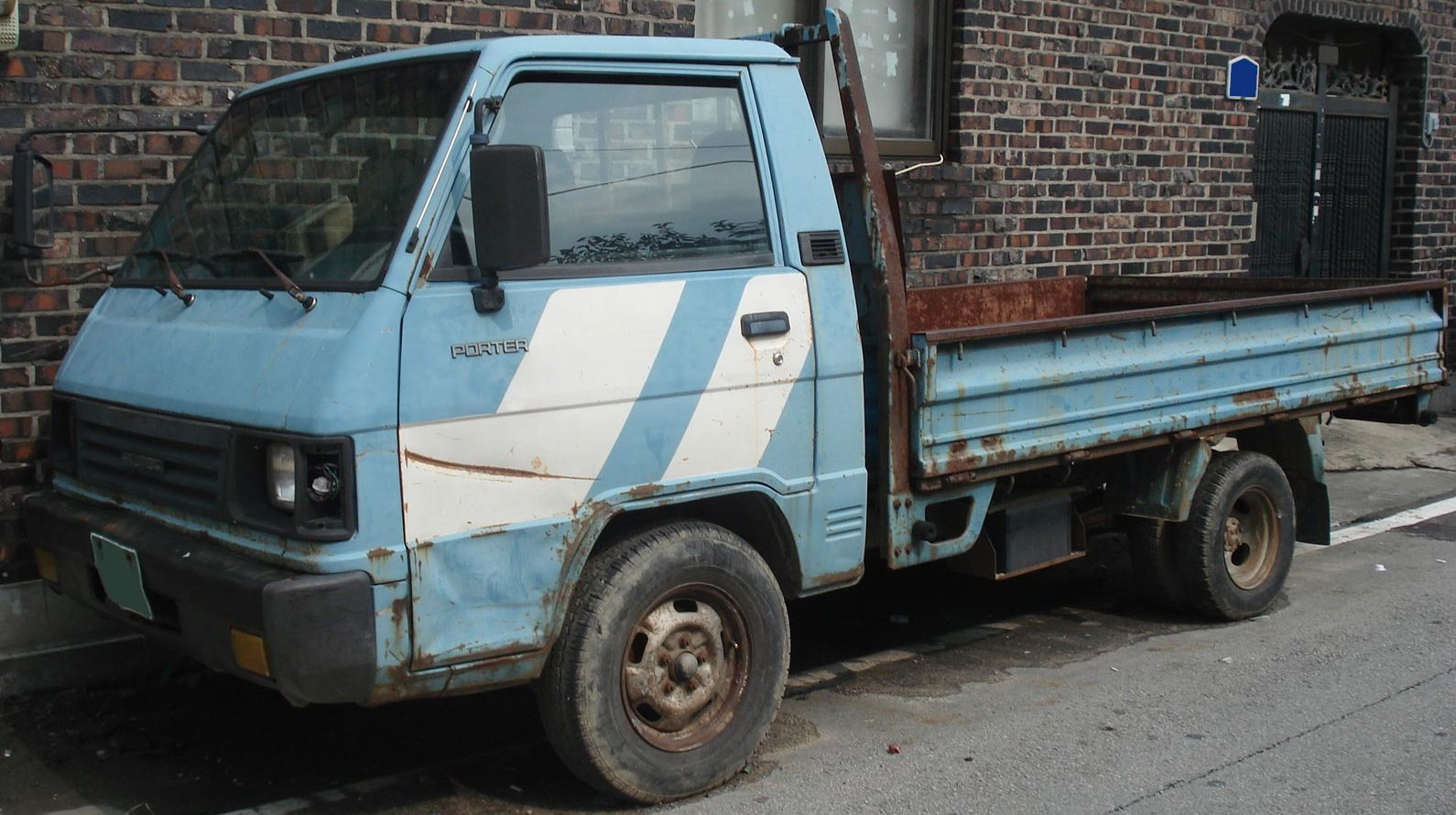
1986-1993 Hyundai Porter II

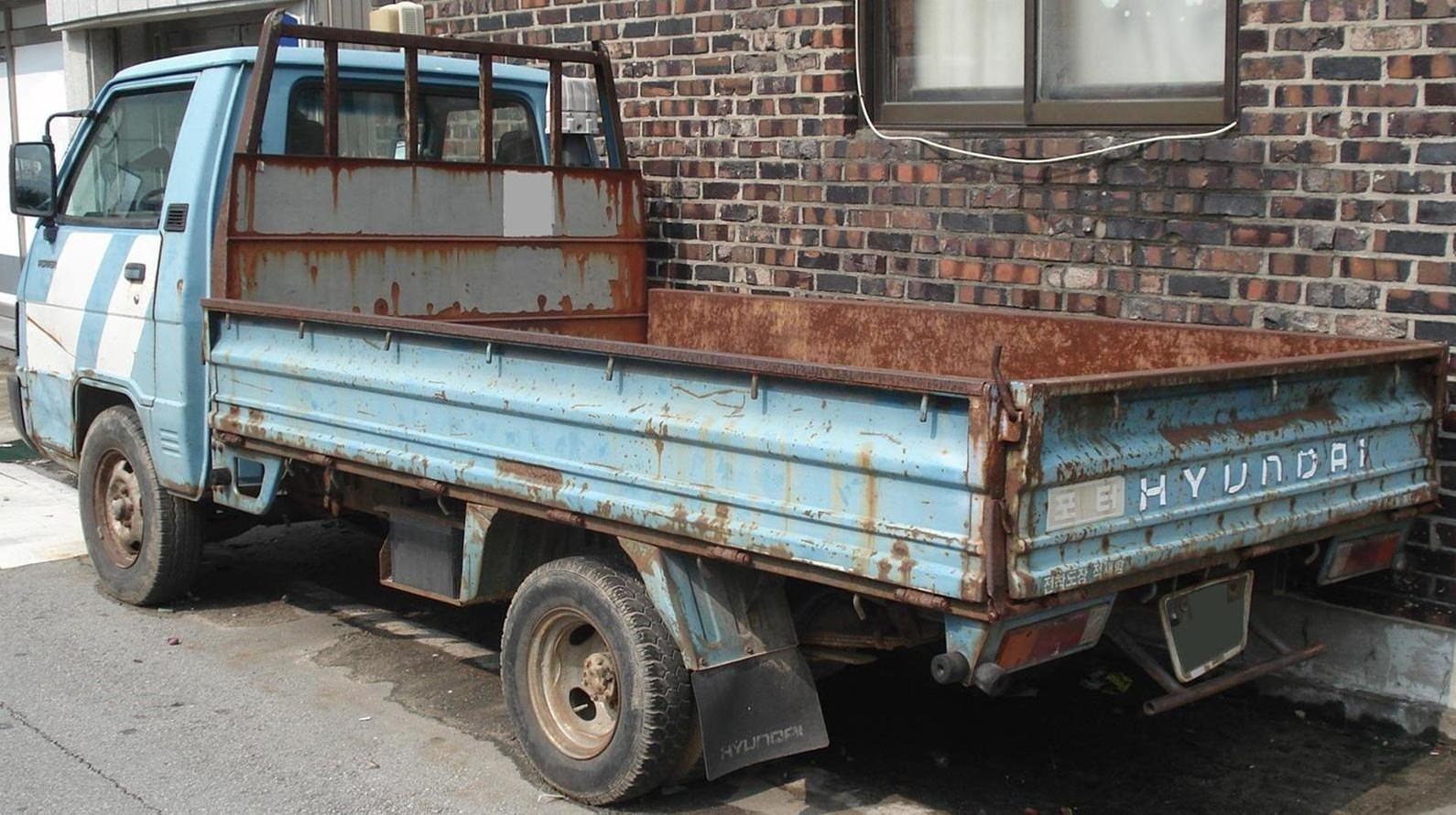
1986-1993 Hyundai Porter II

En novembre 1986, Hyundai a relancé l'étiquette avec l'introduction de la deuxième génération du Porter, qui était maintenant un rebadgeage de la deuxième génération sous licence, le Mitsubishi Delica (L300). Alors que la troisième génération de Delica a également été construite par Hyundai, il était connu sous le nom de Grace et a été commercialisé uniquement comme un van, en parallèle avec la gamme de camions Porter. Il a été construit avec les styles de carrosserie suivants: 2 portes (camion), 4 portes (camion), 3 portes (van) et 4 portes (van).

### Restylage

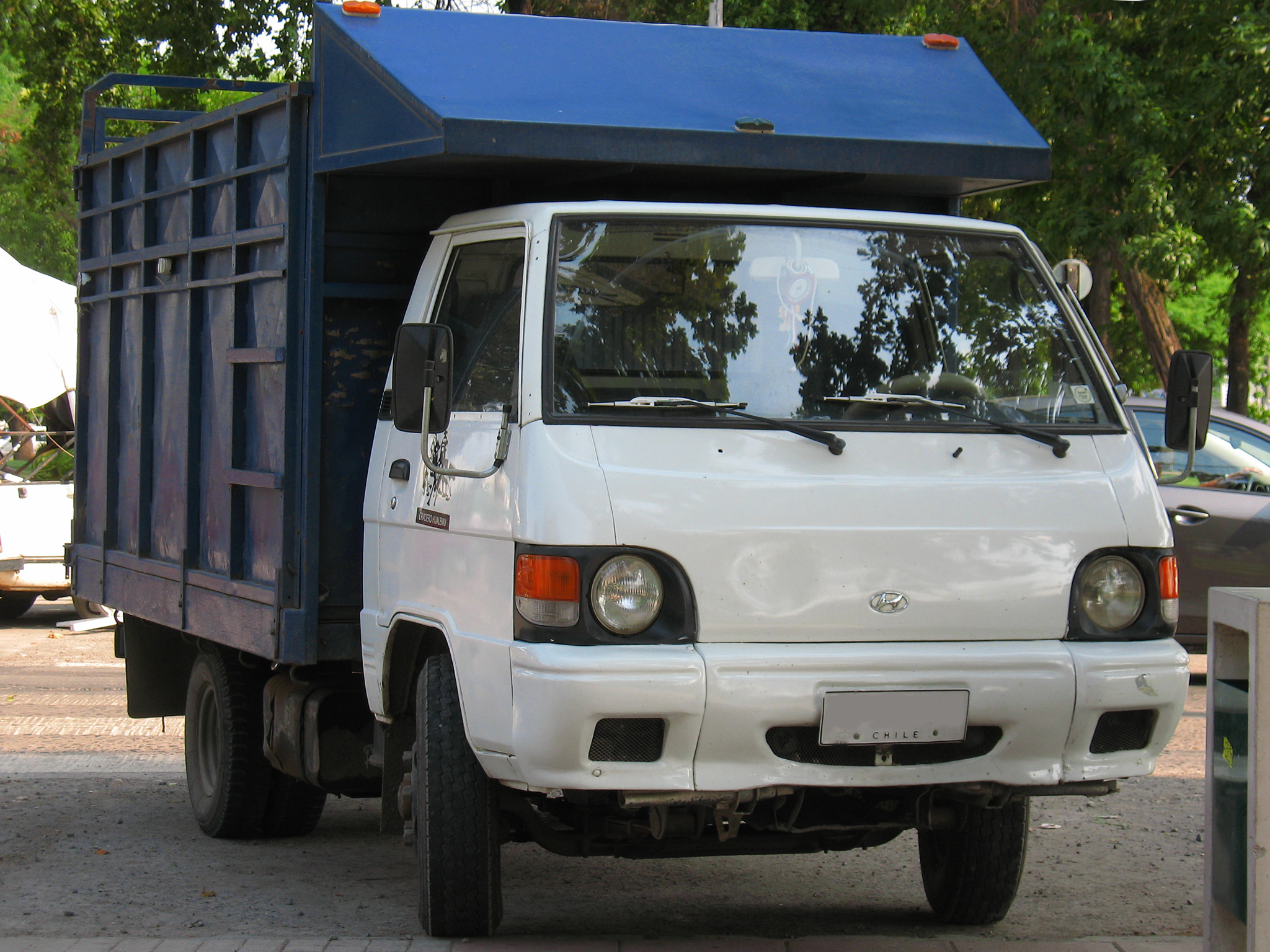
1993-1996 Hyundai Porter

La seconde génération a été améliorée et était une version restylée du modèle de deuxième génération. Les phares ronds, un volant de la Hyundai Sonata, et le tableau de bord des Grace plus récents, étaient les principales différences.
Le Porter de 1993 était disponible avec une cabine régulière, une cabine allongée ou double cabine. Le moteur à quatre cylindres a été appelé le cyclone D4BX,la version de Hyundai et de Mitsubishi, 4D56, compte 2,5 litres de diesel à quatre cylindres.

## Troisième génération (1996-2004)

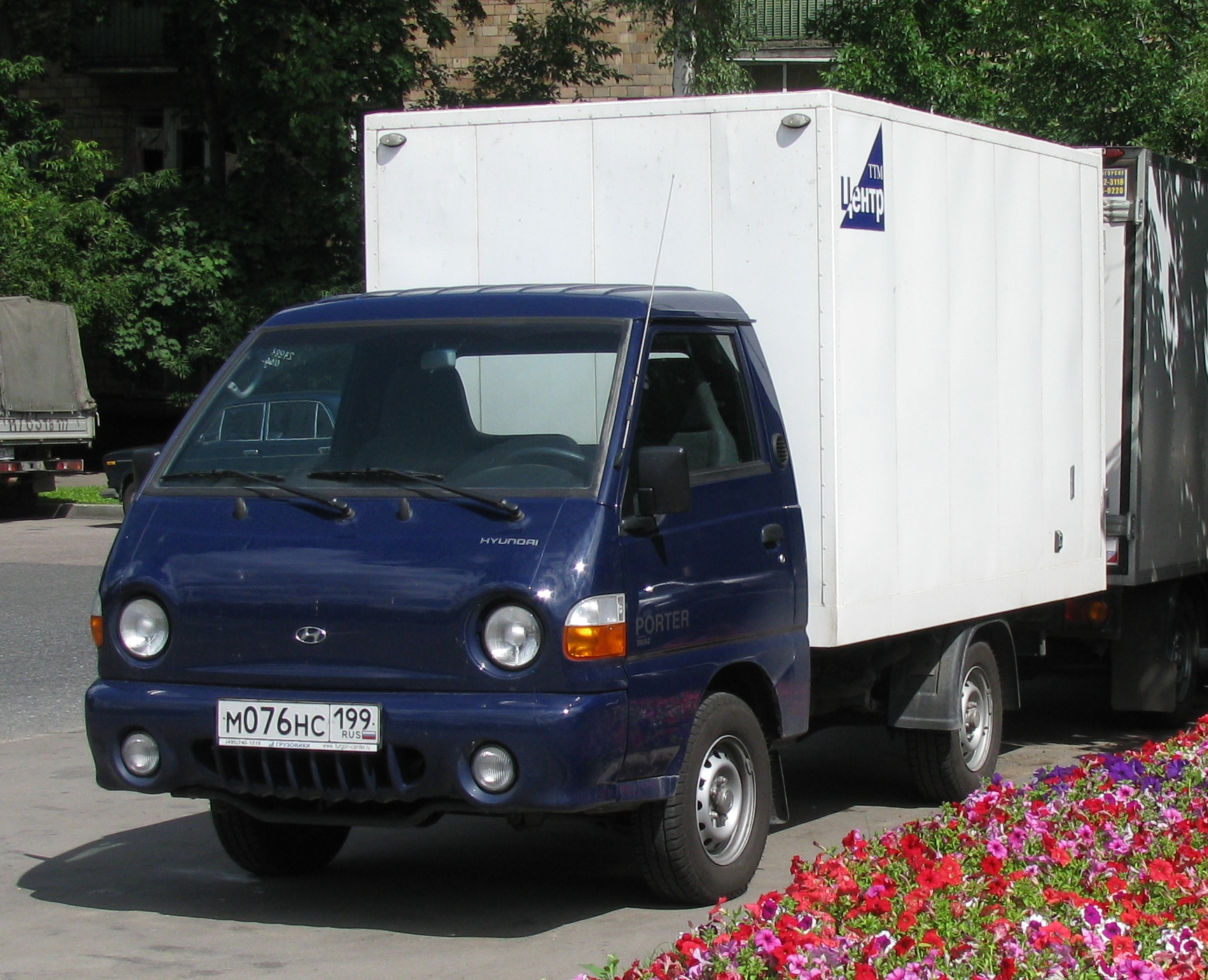
Hyundai Porter III

La troisième génération, appelé le New Porter, a été lancé en mars 1996. Il a été construit avec les styles de carrosserie suivants: 2 portes (camion), 4 portes (camion), 3 portes (van) et 4 portes (van). En Afrique du Sud, il était connu sous le nom de Hyundai Bakkie.

## Quatrième génération (2004-présent)
La quatrième génération est appelée Porter II. En Corée du Sud, il est disponible sous forme d'une seule cabine ou d'un modèle double cabine. Il est produit dans Kulim, Malaisie (Inokom), dans Pakistan, dans Ulsan, Corée du Sud et Anápolis, au Brésil. Il est également connu comme le Hyundai H-100, Hyundai RH (Brésil), Hyundai Bakkie (Afrique du Sud), Hyundai Shehzore (Pakistan), Inokom Lorimas (Malaisie), Dodge H-100 (Mexique) et Dragonfly (Libye).
Il utilise un 2,4 litres , (common rail, moteur diesel), qui développe une puissance maximale de 126 ch à 3800 de tours par minute et un couple maximal de 25,5 kgm à 1 500 N m et 3 250 tr/min.
Il a un empattement de 2 430 mm, le modèle de cabine simple, ou 2 640 mm, le modèle double cabine, une gamme de longueur entre 4 760 mm et 4 795 mm, le modèle de cabine simple, et il se trouve entre une plage de longueur entre 5 085 mm et 5 120 mm, le modèle double cabine, une largeur de 1 740 mm  et une hauteur de 1 965 mm.

## Noms
Le véhicule est également construit en Pakistan où il est connu sous le nom de Hyundai Shehzore. Au Brésil, il est construit dans la ville de Anápolis et vendu sous le nom de Hyundai HR. Au Mexique, il est vendu sous le nom de Dodge H-100.
En Malaisie, il est assemblé localement comme le Inokom Lorimas AU26.
En Afrique du Sud, où le Porter est commercialisé depuis 1997, il est commercialisé sous le nom de Hyundai Bakkie.